# Minas Belo Horizonte (volley-ball masculin)
Pour les articles homonymes, voir Minas.
Le club brésilien de volley-ball masculin de Belo Horizonte évolue au plus haut niveau national (Superliga).

## Historique

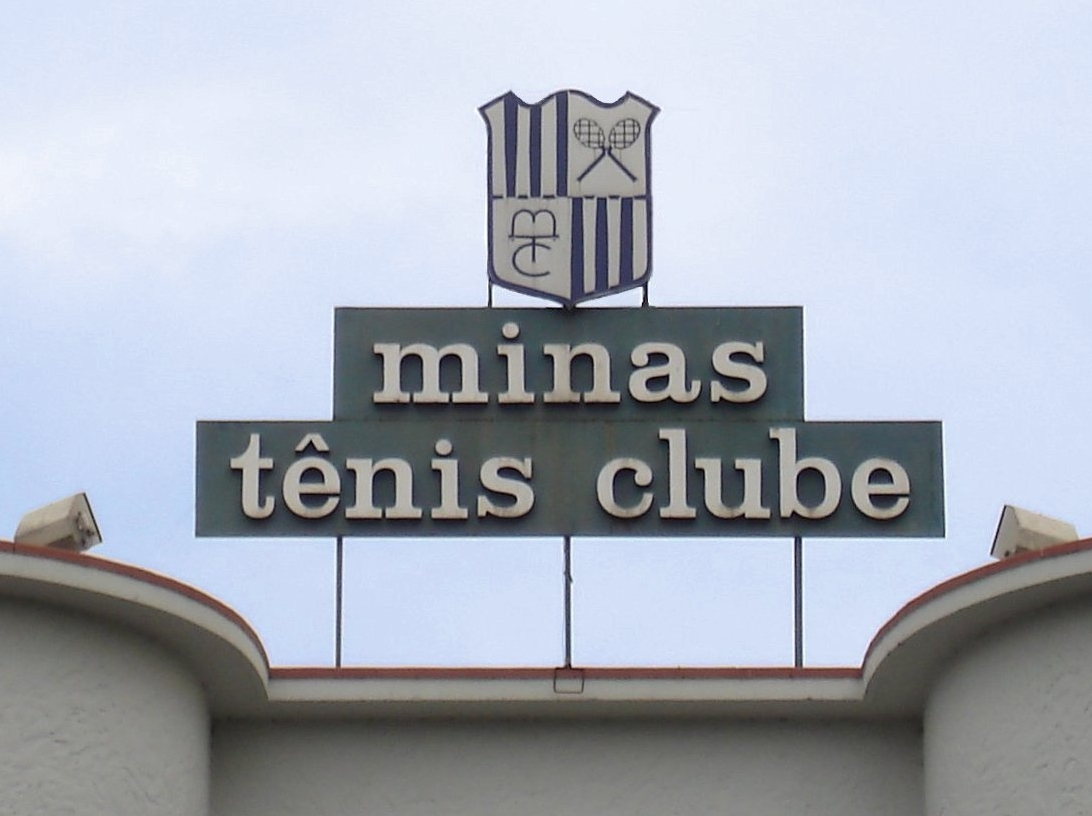
Minas Tênis Clube crest, situé au sommet du bâtiment des headquaters du club

## Palmarès
| Compétitions internationales | Compétitions nationales |
| - Championnat du monde des clubs : - Finaliste (1) : 2023. - Championnat sud-américain des clubs : - Vainqueur (3) : 1984, 1985, 1999. - Finaliste (5) : 1986, 1987, 2013, 2022, 2023. | - Championnat du Brésil : - Champion (7) : 1984, 1985, 1999, 2000, 2001, 2002, 2007. - Vice-champion (8) : 1989, 2005, 2006, 2008, 2009, 2021, 2022, 2023. - Coupe du Brésil : - Vainqueur (1) : 2022. - Finaliste (2) : 2007, 2019. - Championnat du Minas Gerais : - Champion (20) : 1970, 1971, 1972, 1973, 1976, 1977, 1978, 1979, 1984, 1985, 1998, 1999, 2000, 2001, 2002, 2003, 2004, 2005, 2006, 2007. - Vice-champion (17) : 2008, 2009, 2010, 2011, 2012, 2013, 2014, 2015, 2016, 2017, 2018, 2019, 2020, 2021, 2022, 2023, 2024. |

## Joueurs et personnalités du club

### Entraîneurs
- 1978-1982 :  Josenildo Carvalho
- Mars 1983-1989 :  Young-Wan Sohn
- 1990-1992 :  Wadson Lima
- 1992-1993 :  Antônio Marcos Lerbach
- 1993-1994 :  Young-Wan Sohn
- 1997-2001 :  Carlos Alberto Castanheira
- 2004-2005 :  Marcos Miranda
- 2005-2006 :  Jon Uriarte
- 2006-2009 :  Mauro Grasso
- 2009-2012 :  Marcelo Fronckowiak
- 2012-févr. 2014 :  Horacio Dileo
- Févr.-juin 2014 :  Ricardo Picinin (intérim)
- 2014-2023 :  Nery Tambeiro Júnior
- 2023- :  Guilherme Novaes

### Joueurs majeurs
- Samuel Fuchs  Brésil (pointu, 2,00 m)
- Giba  Brésil (réceptionneur-attaquant, 1,94 m)
- Roberto Minuzzi  Brésil (central, 2,05 m)